# Grantsita
La grantsita és un mineral de la classe dels òxids que pertany al grup de la hewettita. Rep el nom per la localitat de Grants, a Nou Mèxic, molt a prop de la zona en la que es va descobrir aquesta espècie.

## Característiques
La grantsita és un òxid de fórmula química (Na,Ca)2+x(V5+,V4+)₆O16·4H₂O. Cristal·litza en el sistema monoclínic. La seva duresa a l'escala de Mohs es troba entre 1 i 2.
Segons la classificació de Nickel-Strunz, la grantsita pertany a «04.HG: V[5+, 6+] vanadats. Òxids de V sense classificar» juntament amb els següents minerals: fervanita, navajoïta, huemulita, vanalita, vanoxita, simplotita, delrioïta, metadelrioïta, barnesita, hendersonita, lenoblita i satpaevita.

## Formació i jaciments
Va ser descrita gràcies als exemplars recollits en dos indrets dels Estats Units: la mina F-33, situada al districte miner d'East Grants Ridge, al comtat de Cibola (Nou Mèxic), i a la mina Parco núm. 23, al districte miner de Thompsons, dins el comtat de Grand (Utah). També ha estat descrita en altres mines properes a les dues localitats tipus, així com en diversos indrets de l'estat de Colorado, també als Estats Units, i a la regió d'Àtica, a Grècia.